# Malaia castanoptera
Malaia castanoptera är en skalbaggsart som beskrevs av Miyake 2000. Malaia castanoptera ingår i släktet Malaia och familjen Rutelidae. Inga underarter finns listade i Catalogue of Life.